# گرانادا ۱۱۵۹
سیارک ۱۱۵۹ (به انگلیسی: 1159 Granada، نامگذاری:1929RD) هزار و صد و پنجاه و نهمین سیارک کشف شده‌است که در ۲ سپتامبر ۱۹۲۹ و در هایدلبرگ کشف شد.
قدر مطلق سیارک برابر ۱۱٫۵۵ است.